# Netsanet Achamo
Netsanet Achamo Abeyo (* 14. Dezember 1987) ist eine äthiopische Langstrecken- und Hindernisläuferin.
2007 gewann sie über 3000 m Hindernis Bronze bei den Panafrikanischen Spielen und schied bei den Leichtathletik-Weltmeisterschaften in Osaka im Vorlauf aus.
2011 wurde sie Vierte beim Rom-Marathon, gewann den Olmütz-Halbmarathon und wurde Fünfte beim Toronto Waterfront Marathon.
2012 siegte sie beim Mumbai-Marathon. Beim Paris-Halbmarathon wurde sie Vierte und beim Hamburg-Marathon Zweite.

## Persönliche Bestzeiten
- 5000 m: 15:29,03 min, 31. Juli 2009, Stockholm
- Halbmarathon: 1:09:10 h, 4. März 2012, Paris
- Marathon: 2:24:12 h, 29. April 2012, Hamburg
- 3000 m Hindernis: 9:28,03 min, 2. Juni 2007, Neerpelt